# Marcus Jones
Marcus Elliott Jones (Enterprise, Alabama, 22 de octubre de 1998) más conocido como Marcus Jones, es un jugador profesional estadounidense de fútbol americano, se desempeña en la posición de cornerback en New England Patriots, en la National Football League (NFL).

## Carrera
Fue seleccionado en la tercera ronda en la Reunión Anual de Selección de Jugadores de la NFL de 2022. Hizo su debut profesional con el equipo New England Patriots, donde lleva jugando dos temporadas.